# 자본주의: 러브 스토리
자본주의: 러브 스토리(영어: Capitalism: A Love Story)는 미국에서 제작된 마이클 무어 감독의 2009년 다큐멘터리 영화이다. 마이클 무어 등이 주연으로 출연하였고 앤 무어 등이 제작에 참여하였다.

## 출연

### 주연
- 마이클 무어

### 조연
- 도라 버치
- 윌리엄 블랙
- 엘리야 커밍스
- 바론 힐
- 마시 캡터
- 존 맥케인
- 세라 페일린
- 아놀드 슈왈제네거
- 월리스 쇼운
- 엘리자베스 워렌
- 낸시 레이건
- 마틴 루터 킹
- 헬무트 콜
- 벨라 루고시
- 로버트 파웰
- 조셉 스탈린
- 마오 쩌둥

## 제작진
- Line PD: 제니퍼 라담
- 프로듀서: 주디 앨리
- 프로듀서: 코리 피셔
- 프로듀서: 아드리앤 기벨
- 프로듀서: 바셀 햄댄
- 프로듀서: 펄 리버맨
- 프로듀서: 크리스틴 보리오
- 공동제작: 칼 딜
- 공동제작: 티아 레신

## 같이 보기
- 바늘귀